# جان أحمدي
جان أحمدي (بالفارسية: جان احمدی) هي قرية تقع في قسم ميلانلو الريفي (مقاطعة إسفراين) في إيران. يقدر عدد سكانها بـ 61 نسمة .